# Wikiwand
O Wikiwand, anteriormente estilizado como WikiWand, é uma interface comercial proprietária desenvolvida para a visualização de artigos da Wikipédia. Sua interface inclui um menu lateral com o índice do artigo, uma barra de navegação, links personalizados para outras línguas, nova tipografia, pré-visualização de artigos vinculados, além de exibir anúncios e conteúdos patrocinados.
O Wikiwand está disponível como extensão para os navegadores Chrome, Firefox e Microsoft Edge, além de poder ser acessado diretamente pelo site da plataforma.

## História
Wikiwand (originalmente WikiWand) foi fundada em 2013 por Lior Grossman e Ilan Lewin. Lançado oficialmente em agosto de 2014, a interface inclui uma barra lateral de menu, barra de navegação, links personalizados para outras línguas, nova tipografia, e o acesso a pré-visualizações de artigos vinculados. A lista de conteúdo é constantemente exibida no lado esquerdo.
De acordo com Grossman, "não faz sentido para nós que o quinto site mais popular do mundo, utilizado por metade de um bilhão de pessoas, tenha uma interface que ainda não foi atualizada em mais de uma década. Encontramos a interface da Wikipédia confusa, difícil de ler (grandes blocos de texto pequeno), difícil de navegar, e desprovida de usabilidade."

## Disponibilidade
A interface está disponível no Google Chrome, Safari e Firefox, bem como através do site da Wikiwand.
Em março de 2015, a Wikiwand lançou um aplicativo para iOS para iPhone e iPad.

## Financiamento
A Wikiwand conseguiu levantar 600 mil dólares para apoiar o desenvolvimento da interface. Em fevereiro de 2016, a Wikiwand separou-se do suporte por publicidade gratuito para uma assinatura paga desse modelo.[carece de fontes?] A empresa afirmou que pretende doar 30% do seu lucro para a Fundação Wikimedia.